# Rebel with a Cause
Rebel with a Cause is de dertiende aflevering van het derde seizoen van het tienerdrama Beverly Hills, 90210, die voor het eerst werd uitgezonden op 11 november 1992. De titel verwijst naar Rebel Without a Cause (1955), een film met James Dean en Natalie Wood.

## Verhaal
Andrea begint een onderzoek naar de persoon die inbrak in een school. Steve durft de waarheid niet op te biechten en blijft dicht bij haar, in de hoop haar te kunnen manipuleren om te stoppen met de zoekactie. De schoolconciërge begint Steve te chanteren, omdat hij hem op de nacht van de inbraak heeft betrapt.
Ondertussen gaat Brenda uit met Rick, maar gaat door het dolle heen als ze Dylan en Kelly samen ziet. Ze breekt haar vriendschap met Kelly af en is razend op Dylan. Dylan krijgt later de informatie dat er geen gegevens zijn dat hij de SAT-test heeft genomen. Hij is razend en vlucht uit de stad om er even tussenuit te gaan.
Jims saaie baan wordt plotseling een stuk interessanter als zijn nieuwe secretaresse Dottie een aantrekkelijke vrouw blijkt te zijn. Hij begint al snel te fantaseren over vreemdgaan met haar. Ondertussen maakt David zich zorgen over zijn concert bij de Battle of the Bands. Donna probeert hem te kalmeren.

## Rolverdeling
- Jason Priestley - Brandon Walsh
- Shannen Doherty - Brenda Walsh
- Jennie Garth - Kelly Taylor
- Ian Ziering - Steve Sanders
- Gabrielle Carteris - Andrea Zuckerman
- Luke Perry - Dylan McKay
- Brian Austin Green - David Silver
- Tori Spelling - Donna Martin
- Carol Potter - Cindy Walsh
- James Eckhouse - Jim Walsh
- Joe E. Tata - Nat Bussichio
- Dean Cain - Rick
- Denise Dowse - Mrs. Yvonne Teasley
- Cory Tyler - Herbert Little
- Paula Trickey - Dottie
- Nick Jameson - Colin Earl
- Jeff Doucette - Hudge